# Дольна Суча
Дольна Суча (словац. Dolná Súča) — село, громада округу Тренчин, Тренчинський край. Кадастрова площа громади — 26.32 км².
Населення 302 особи (станом на 31 грудня 2020 року).
Протікає річка Сучанка.

## Історія
Дольна Суча вперше згадується 1208 року.

## Населення
| Рік:            | 1994. | 2004.   | 2014.   | 2024. |
| --------------- | ----- | ------- | ------- | ----- |
| Кількість осіб: | 2774  | 2917    | 3050    | 3050  |
| Різниця:        |       | +5,15 % | +4,55 % | +0 %  |

| Рік:            | 2023. | 2024.   |
| --------------- | ----- | ------- |
| Кількість осіб: | 3056  | 3050    |
| Різниця:        |       | -0,19 % |